# Cory Martin
Cory Martin (ur. 22 maja 1985) – amerykański lekkoatleta, kulomiot.

## Osiągnięcia
| Rok  | Impreza                     | Miejsce  | Konkurencja           | Lokata            | Wynik |
| ---- | --------------------------- | -------- | --------------------- | ----------------- | ----- |
| 2004 | Mistrzostwa świata juniorów | Grosseto | pchnięcie kulą (6 kg) | 11. miejsce       | 18,23 |
| 2004 | Mistrzostwa świata juniorów | Grosseto | rzut młotem (6 kg)    | el. – 15. miejsce | 66,41 |
| 2010 | Halowe mistrzostwa świata   | Doha     | pchnięcie kulą        | el. – 10. miejsce | 20,23 |
| 2010 | DécaNation                  | Annecy   | pchnięcie kulą        | 1. miejsce        | 20,03 |
| 2013 | Mistrzostwa świata          | Moskwa   | pchnięcie kulą        | 9. miejsce        | 20,09 |

Wielokrotny medalista mistrzostw kraju oraz mistrzostw NCAA w różnych konkurencjach (pchnięcie kulą, rzut młotem, rzut ciężarem).

## Rekordy życiowe
- pchnięcie kulą – 22,10 (2010)
- rzut dyskiem – 58,59 (2008)
- rzut młotem – 75,06 (2009)
- rzut ciężarem (hala) – 24,38 (2010)